# 索莫德
索莫德，是匈牙利科马罗姆-埃斯泰尔戈姆州所辖的一个村。总面积28.35平方公里，总人口2095，人口密度73.9人/平方公里（2011年1月1日）。